# Kernsprung

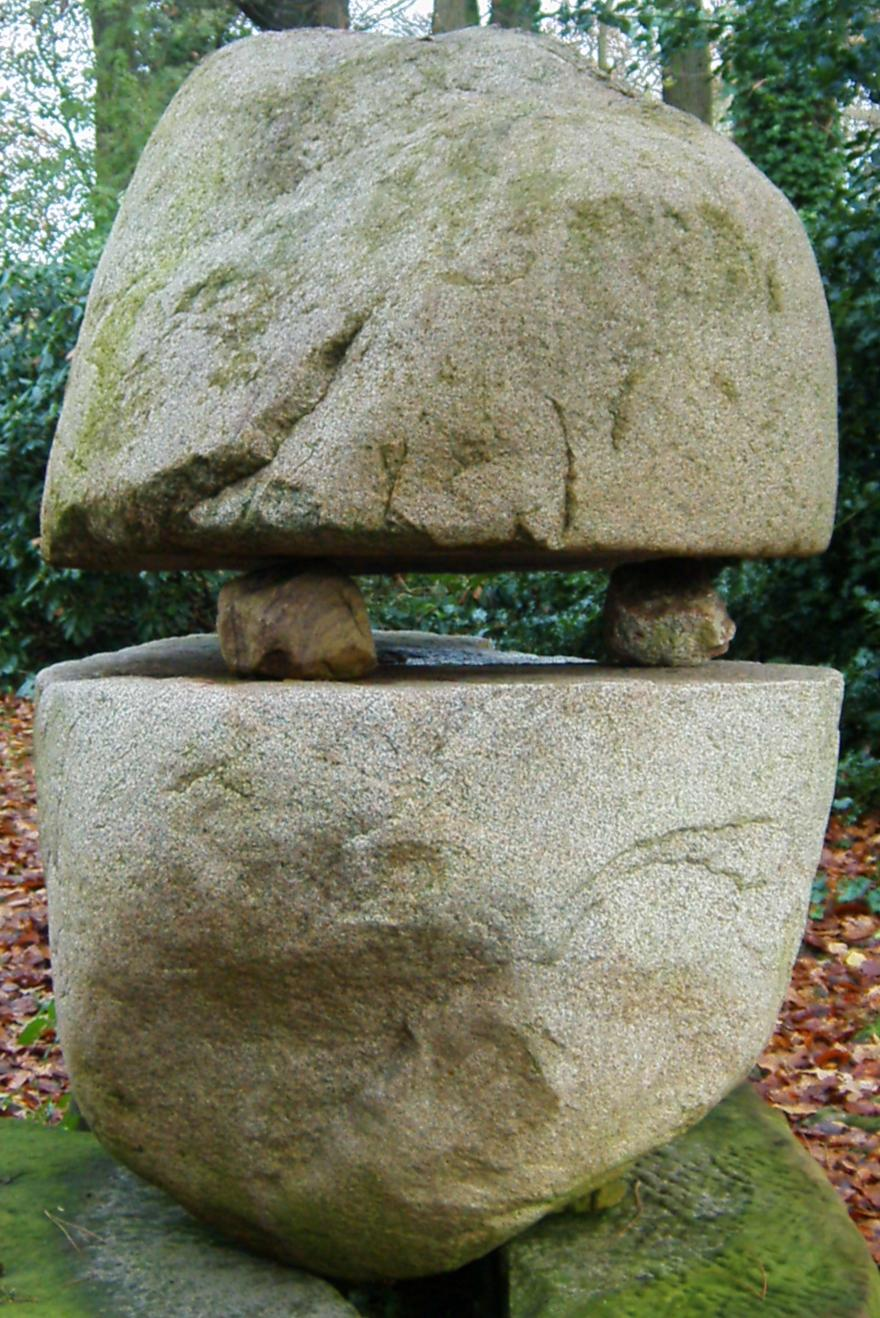
Ein durch Kernsprung halbierter Findling bei Neuenkirchen (Kreis Steinfurt)

Ein Kernsprung ist eine durch physikalische Verwitterung hervorgerufene radial verlaufende Fuge oder Kluft im Gestein.

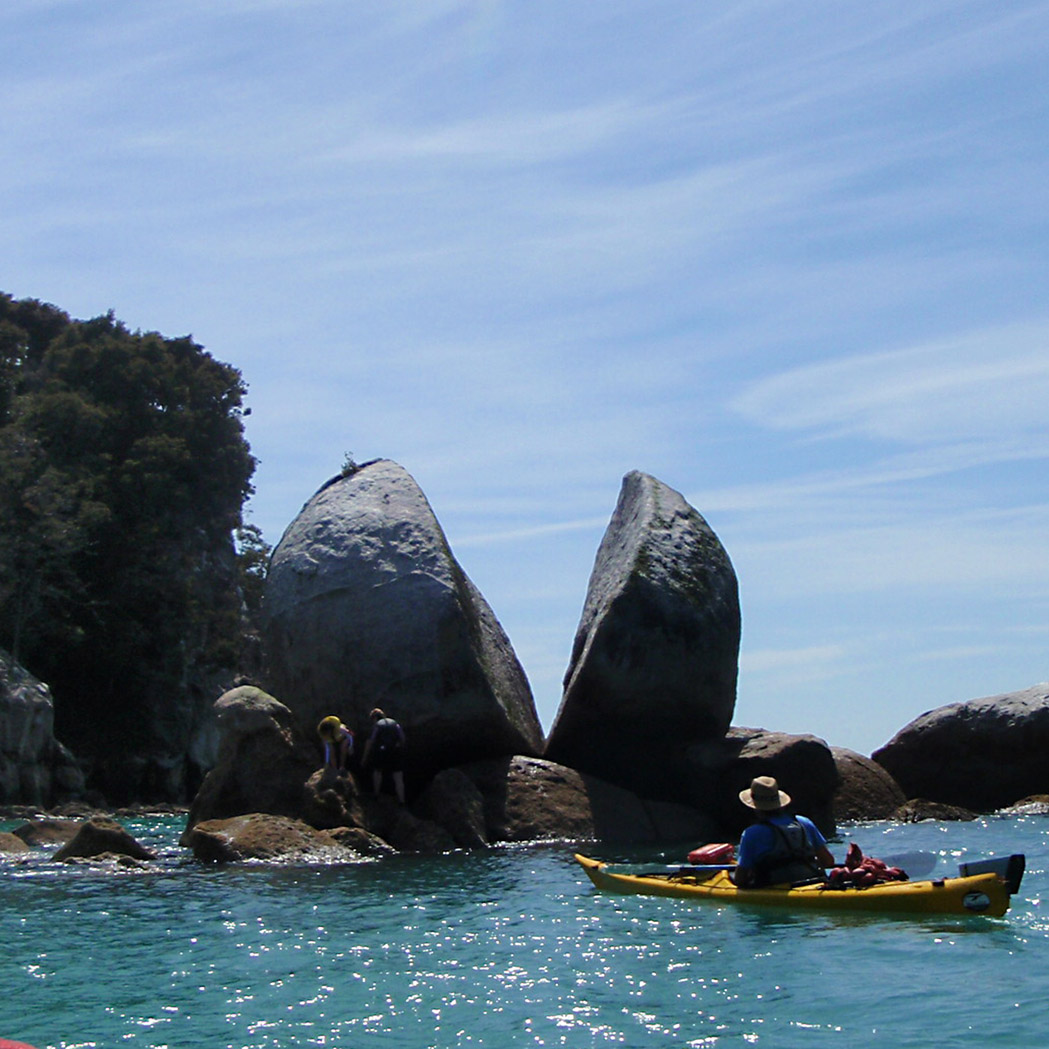
Block mit Kernsprung

Kernsprünge entstehen durch Temperaturverwitterung und sind vor allem in Wüsten zu beobachten, wo die Temperaturunterschiede im Tagesverlauf besonders ausgeprägt sein können (Temperatursprengung).
Haushohe Gesteinsblöcke sind manchmal bis auf den Kern in einzelne Teile gespalten.
Kernsprünge traten auch an großen Geschiebefelsen auf, die in Kaltzeiten von den Gletschern transportiert wurden. Oft nahm das Eis die zerbrochenen Steine mit, wobei die Ecken abgerundet wurden. Als Findlinge sind solche Steine in den Grundmoränen Norddeutschlands häufig anzutreffen.
In seltenen Fällen werden alle Teile eines durch Kernsprung geteilten Findlings gefunden.